# Tito Tonoli
Tito Tonoli (Brescia, 12 novembre 1855 – Buenos Aires, 13 marzo 1897) è stato un organaro italiano.

## Biografia
Era figlio di Giovanni e di Santina Speri, sorella del patriota Tito Speri.
Apprese nella bottega del padre l'arte di costruttore di organi ed iniziò la sua attività attorno al 1879, portando a termine alcuni lavori iniziati dal genitore, tra i quali l'organo della cattedrale dell'Assunzione di Maria a Ragusa, in Croazia.
La sua attività risultò compromessa da alcune speculazioni commerciali, che lo portarono all'insolvenza agli inizi del 1888. Il padre cercò di intervenire, ma Tito fu costretto ad espatriare in Argentina e nel 1889 alcuni suoi beni andarono all'asta.
Morì a Buenos Aires nel 1897
Il paese di Ponte Lambro, in Lombardia, presenta una preziosa rarità di un grande strumento da lui costruito e consegnato alla parrocchia nel 1886, scelta molto difficile date le condizioni in cui si trovava Tito in quegli anni.
L'organo è dotato del Grande Organo di 1453 canne e di un altro organo complementare di altre 466 canne per un totale di 1919 canne.
Suonato con continuità fino agli anni '60/'70 è stato poi trascurato e abbandonato.
Attualmente è completamente scordato, alcune canne sono degradate, la polvere ha coperto di nuovo tutto e la manticeria è da rifare date le numerose perdite d'aria.

## Organi (elenco parziale)
- chiesa di Ome, 1882

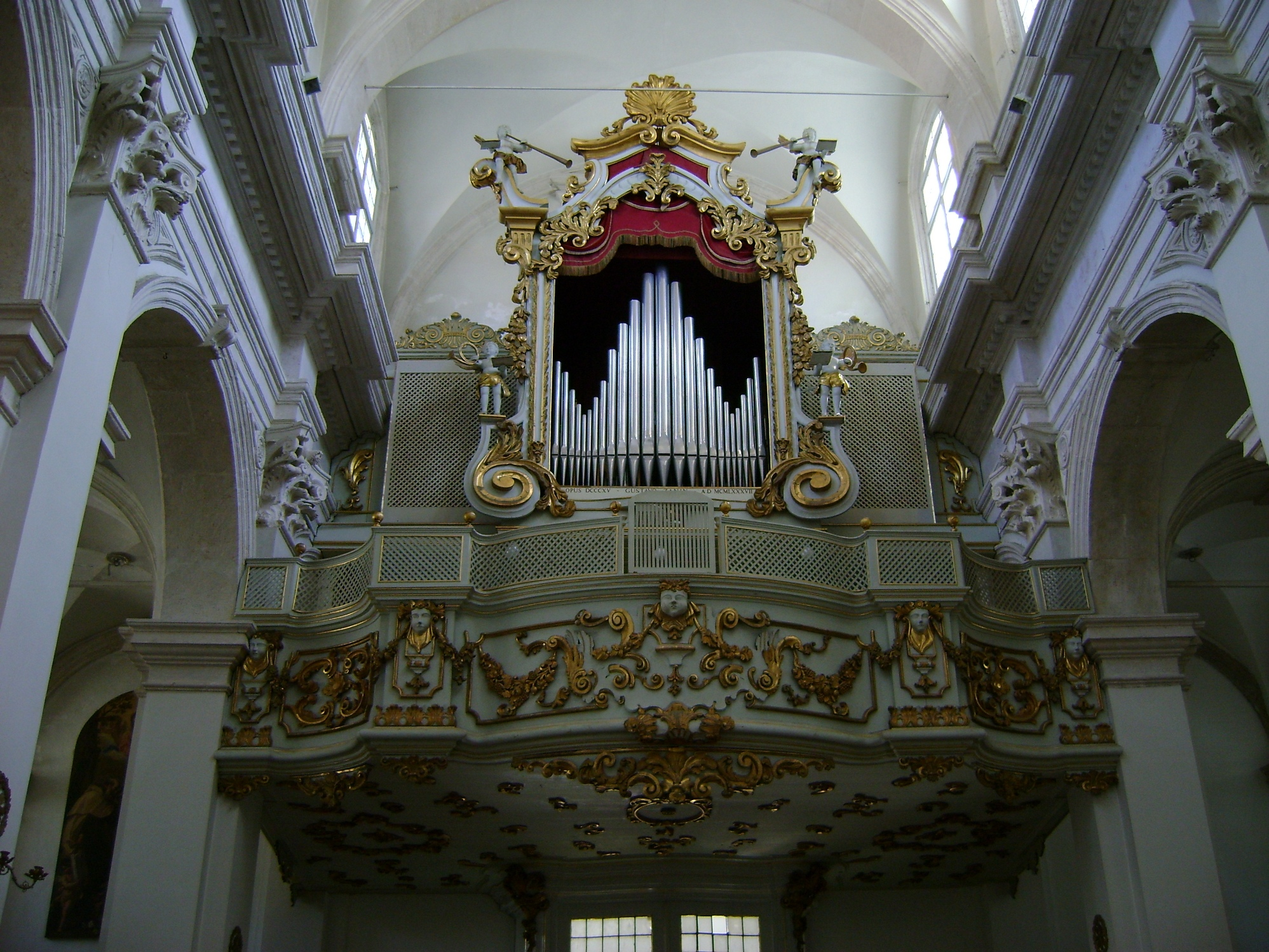
L'organo della cattedrale dell'Assunzione di Maria (Ragusa, Croazia), 1880.

- chiesa di San Fiorenzo  a Fiorenzuola d'Arda, 1883
- chiesa di Maria Ausiliatrice di Sabbioncello, in Dalmazia, 1885
- chiesa prepositurale di Sant'Erasmo a Castel Goffredo, 1887
- chiesa di Molinetto di Mazzano, 1887
- chiesa di Santa Maria Annunciata in Ponte Lambro  ( Co ), 1886